# Gavin Kelly
Gavin Kelly (* 22. Mai 1974 in Watford) ist ein britischer Althistoriker und Altphilologe.
Gavin Kelly studierte am Gonville and Caius College an der University of Cambridge 1993 bis 1996 und erhielt die Medal for Proficiency in Classical Learning. Am Magdalen College der University of Oxford erwarb er den MPhil 1998 in Alter Geschichte und den Ph.D. 2002. Nach Fellowships an Peterhouse, Cambridge (2000–2004), und der University of Manchester (2004–2005) kam er an die University of Edinburgh als Lecturer für lateinische Literatur 2005. Er stieg auf zum Senior Lecturer 2011, Reader 2014 und Professor 2016 für lateinische Literatur und römische Geschichte, 2016 bis 2019 leitete er das Department of Classics.
Daneben war er Fellow am National Humanities Center in North Carolina (2010–2011), Gastfellow von All Souls College, Oxford (2014), Humboldt Fellow an der Universität München (2015–2016) und Gastfellow an der Universität Tübingen (2020–2021).
In seiner Forschung hat er sich auf die spätantiken lateinischen Autoren Ammianus Marcellinus und Sidonius Apollinaris konzentriert.
Er war 2015 bis 2021 Präsident des Edinburgh and South East Centre der Classical Association of Scotland.

## Schriften
- mit Joop A. van Waarden (Hrsg.): The Edinburgh Companion to Sidonius Apollinaris. Edinburgh University Press, Edinburgh 2020, ISBN 978-1-4744-6169-6.
- mit Joop A. van Waarden (Hrsg.): New Approaches to Sidonius Apollinaris (= Late antique history and religion. Band 7). Peeters, Leuven 2013.
- Ammianus Marcellinus, Oxford Bibliographies Online: Classics (New York 2011; Update 2015)[2]
- Ammianus Marcellinus. The allusive historian (Cambridge Classical Studies). Cambridge University Press, Cambridge 2008, ISBN 978-0-521-84299-0.

## Einzelbelege
1. ↑  Fellows University of Tübingen. Abgerufen am 25. März 2021.
2. ↑  Ammianus Marcellinus. Abgerufen am 25. März 2021 (englisch).

| Personendaten    | Personendaten                                     |
| ---------------- | ------------------------------------------------- |
| NAME             | Kelly, Gavin                                      |
| ALTERNATIVNAMEN  | Kelly, Gavin Alexander Jacob (vollständiger Name) |
| KURZBESCHREIBUNG | britischer Althistoriker und Altphilologe         |
| GEBURTSDATUM     | 22. Mai 1974                                      |
| GEBURTSORT       | Watford                                           |